# Santiago Hezze
Santiago Hezze (* 22. Oktober 2001 in Buenos Aires) ist ein argentinisch-polnischer Fußballspieler syrischer Abstammung.

## Karriere

### Verein
Aus der zweiten Mannschaft von CA Huracán kommend, ging er Anfang 2020 fest in den Kader von deren erster Mannschaft über. Sein Ligadebüt gab er im folgenden Februar. In den nächsten drei Jahren reifte er zum Stammspieler heran und trug in seiner letzten Saison zudem des Öfteren die Kapitänsbinde. Mitte August 2023 verpflichtete ihn der griechische Klub Olympiakos Piräus für eine Ablösesumme von 4 Mio. €. Hier wurde er auch gleich zu einem wichtigen Spieler für die Mannschaft und konnte am Ende der Saison 2023/24 mit seinem Team die UEFA Conference League gewinnen.

### Nationalmannschaft
Im März 2021 wurde er erstmals für die argentinische U23 zur Vorbereitung vor dem Olympiaturnier nominiert und sogar kurz eingewechselt, er bekam jedoch keinen Platz im Kader für die Spiele in Tokio. Seine nächste Nominierung folgte im Juni 2024 zur Vorbereitung für das nächste olympische Turnier, wo er zwei Mal zum Einsatz kam. So wurde er dann auch ein Teil des Aufgebots im Olympiakader für die Spiele 2024 in Paris.

## Privates
Er ist der Neffe des Fußballtrainers Antonio Mohamed und seine Cousins sind die Fußballspieler Shayr Mohamed sowie Nayib Mohamed.

## Titel und Auszeichnungen
- Conference-League-Sieger: 2024